# Anna-Bettina Kaiser
Anna-Bettina Kaiser (* 1976) ist eine deutsche Rechtswissenschaftlerin. Sie ist Inhaberin des Lehrstuhls für Öffentliches Recht und Grundlagen des Rechts an der Juristischen Fakultät der Humboldt-Universität zu Berlin.

## Leben
Von 1995 bis 2000 studierte Kaiser Rechtswissenschaft und Musikwissenschaft an der Albert-Ludwigs-Universität Freiburg im Breisgau und schloss das Studium mit dem Ersten Juristischen Staatsexamen ab. Im Jahr 2001 erwarb sie einen Master of Laws an der University of Cambridge. Anschließend absolvierte sie von 2001 bis 2003 das Referendariat am Oberlandesgericht Karlsruhe mit Stationen u. a. am Verwaltungsgerichtshof Baden-Württemberg, am Bundesverfassungsgericht (Dezernat Udo Steiner) und bei der Europäischen Kommission (Fusionskontrolle) und beendete dieses mit dem Zweiten Juristischen Staatsexamen. Von 2003 bis 2010 war sie zunächst als Wissenschaftliche Angestellte, später als Wissenschaftliche Assistentin am Institut für Staatswissenschaft und Rechtsphilosophie der Rechtswissenschaftlichen Fakultät der Albert-Ludwigs-Universität Freiburg i. Br. (Lehrstuhl Andreas Voßkuhle) tätig. 2005 hatte sie einen Lehrauftrag an der Johann Wolfgang Goethe-Universität Frankfurt. Sie wurde im Jahr 2007 in Freiburg mit der Arbeit Die Kommunikation der Verwaltung promoviert.
Im Jahr 2010 wechselte Kaiser an die Humboldt-Universität zu Berlin und war dort zunächst Juniorprofessorin für Öffentliches Recht, ab 2014 Professorin für Öffentliches Recht und Grundlagen des Rechts und seit 2021 ist sie nun Inhaberin eines Lehrstuhls mit derselben Bezeichnung. Im Jahr 2017 habilitierte sich Kaiser an der Universität Freiburg mit der Schrift Ausnahmeverfassungsrecht und erhielt die Venia Legendi für Öffentliches Recht, Rechtstheorie, Verfassungsgeschichte und Verwaltungswissenschaft. An der Humboldt-Universität ist sie eine der Sprecherinnen des Integrative Research Institute Law & Society (LSI).
Ihr Vater war der 2007 verstorbene Rechtswissenschaftler und Hochschullehrer Günther Kaiser.

## Veröffentlichungen

### Monographien
- Die Kommunikation der Verwaltung. Diskurse zu den Kommunikationsbeziehungen zwischen staatlicher Verwaltung und Privaten in der Verwaltungsrechtswissenschaft der Bundesrepublik Deutschland, Nomos, Baden-Baden 2009, ISBN 978-3-8329-3681-5.[5]
- Ausnahmeverfassungsrecht, Mohr Siebeck, Tübingen 2020, ISBN 978-3-16-156412-3.[6]

### Herausgeberschaften
- Der Parteienstaat. Zum Staatsverständnis von Gerhard Leibholz, Nomos, Baden-Baden 2013, ISBN 978-3-8329-7105-2.[7]
- zusammen mit Sigrid Boysen und Florian Meinel: Verfassung und Verteilung. Beiträge zu einer Grundfrage des Verfassungsverständnisses, Mohr Siebeck, Tübingen 2015, ISBN 978-3-16-153248-1.[8]
- zusammen mit Niels Petersen und Johannes Saurer: The U.S. Supreme Court and Contemporary Constitutional Law. The Obama Era and Its Legacy, Nomos/Routledge, Baden-Baden 2018, ISBN 978-3-8487-4796-2.

### Beiträge
- Multidisziplinäre Begriffsverwendungen. Zum verwaltungsrechtswissenschaftlichen Umgang mit sozialwissenschaftlichen Konzepten, in: Ino Augsberg (Hrsg.), Extrajuridisches Wissen im Verwaltungsrecht, Tübingen, Mohr Siebeck 2013, S. 99–117, ISBN 978-3-16-152240-6.
- Mit Leibholz zum Liquid Feedback. Zur Aktualität eines unterschätzten Staatsrechtslehrers, in: Anna-Bettina Kaiser (Hrsg.), Der Parteienstaat. Zum Staatsverständnis von Gerhard Leibholz, Baden-Baden, Nomos 2013, S. 11–20.
- mit Monika Jachmann-Michel: Art. 33 GG, in: Hermann von Mangoldt/Friedrich Klein/Christian Starck, Kommentar zum Grundgesetz, Band 2, C.H.Beck München, 7. Auflage 2018, S. 807–895, ISBN 978-3-406-71200-5.
- § 24 Juristische Methode, Dogmatik, System, in: Wolfgang Kahl/Markus Ludwigs (Hrsg.), Handbuch des Verwaltungsrechts, Band 1, C.F. Müller, Heidelberg 2021, ISBN 978-3-8114-8855-7.
- Die Organisation politischer Willensbildung: Parteien, in: Veröffentlichungen der Vereinigung der Deutschen Staatsrechtslehrer 81 (2022).

## Mitgliedschaften
- Juristische Gesellschaft zu Berlin
- Arbeitskreis für Rechtswissenschaft und Zeitgeschichte
- Berliner Wissenschaftliche Gesellschaft
- Deutsche Sektion des Internationalen Instituts für Verwaltungswissenschaften
- Deutsch-Französischer Gesprächskreis für das Öffentliche Recht
- Gaststatus beim Studienkreis für Presserecht und Pressefreiheit e.V.
- International Society of Public Law (ICON-S)
- Kreis Deutsch-Japanisches Verfassungsgespräch
- Vereinigung der Deutschen Staatsrechtslehrer e.V.
- Vereinigung für Verfassungsgeschichte[2]